# زرنان (قدس)
زرنان، روستایی است از توابع بخش مرکزی شهرستان قدس در استان تهران ایران. زرنان شامل سه بخش زرنان بالا و زرنان پائین و قلعه پرنان می‌باشد که قلعه پرنان در گذر زمان خالی از سکنه گردیده و به قلعه ای متروکه تبدیل و غیرقابل سکونت شده‌است. عمده فعالیت اقتصادی مردم در حوزه کشاورزی ، دامداری و باغداری می‌باشد.

## جمعیت
این روستا در دهستان دانش قرار داشته و براساس آخرین سرشماری مرکز آمار ایران که در سال ۱۳۸۵ صورت گرفته‌است، جمعیت آن ۵۶۲نفر (۱۵۵خانوار) بوده‌است.